# File d'attente à double extrémité
En informatique, une file d'attente à double extrémité ou deque (abréviation de l'anglais double-ended queue) est un type abstrait permettant d'ajouter et de supprimer des données à la fin (queue) ou au début (tête), réunissant ainsi les avantages des files et des piles.
Ce type est généralement implémenté sous forme d'une liste doublement chaînée ou, plus rarement, d'un vecteur.